# کانزان
کانزان (به ژاپنی: 関山 カンザン Kanzan) نام علمی بر اساس کتاب ساکورای ژاپن 
(Cerasus lannesiana 'Sekiyama' Koidzumi) نام یک نوع درخت ساکورای باغی است. یک نمونه از یائه-زاکورا است که به علت سهولت پرورش به وفور در پارک‌ها یافت می‌شود. از ویژگی‌های آن طول عمر دراز شکوفه‌های آن است. طول درخت در میان درختان ساکورا کوتاه به‌شمار می‌آید و به حدود ۱۰ متر می‌رسد. در مقابل بیماری، حشرات و تغییرات محیط بسیار مقاوم است.

## ویژگی گل
- تعداد گلبرگ: ۲۰-۵۰ عدد
- رنگ:صورتی مایل به بنفش
- قطر گل: ۴٫۴ تا ۵٫۴ سانتیمتر
- زمان گل دهی:اواسط تا اواخر ماه آوریل
- محل نمونه:پارک شینجوکو گیوئن

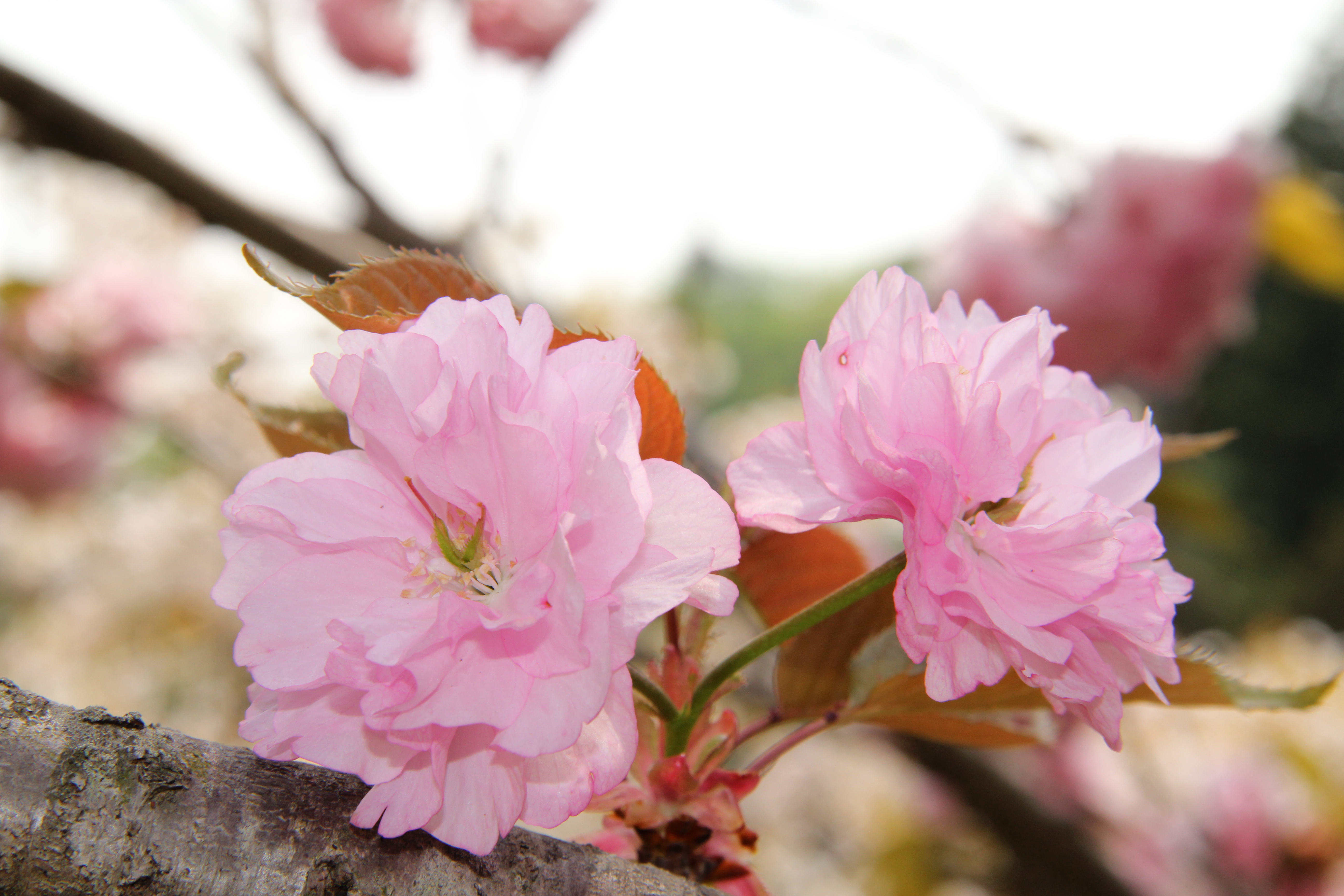
کانزان